# Baron William T. Frary von Blomberg
Baron William Theobald Frary von Blomberg (* 1904 in Lynn, Massachusetts; † 1983) war ein durch Adoption in das deutsche Adelsgeschlecht von Blomberg aufgenommener US-amerikanischer Berater für Internationale Beziehungen von Exilregierungen. Sein Leben widmete er Public Relations, dem Schutz ethnischer Minderheiten, der christlichen Ökumene und dem Dialog der Religionen. Zudem war er Botschafter des Johanniterordens.

## Leben

### Frühe Jahre
William Theobald Frary wurde 1904 in Lynn, Massachusetts als Sohn eines irischen Vorarbeiters einer Schuhfabrik geboren.
Er besuchte die Boston University, arbeitete eine Zeit lang als Presseagent und eröffnete schließlich ein Büro für Öffentlichkeitsarbeit. Politisch stand er auf Seiten der Republikanischen Partei. Er war Gründer und Präsident des Massachusetts Young People’s Republican Club in Essex, Massachusetts.
Neben Arbeiten für die League of Neighbors aus Boston warb er für eine Ausstellung afroamerikanischer Künstler. 

### Adoption
Auf einer solchen Kunstausstellung lernte er 1929 die deutsche Baroness Adelheid Maria von Blomberg (* 1863, † 1949) kennen, die sich 1883 in der Stadt niedergelassen hatte. In einem ersten Gespräch zeigte sich, dass beide Mitglieder der interreligiösen World Fellowship of Faiths waren und viele gemeinsame Interessen hatten. Die Baroness fand solchen Gefallen an William, dass sie ihn im November 1933 adoptierte. Fortan durfte sich der 26 Jahre alte William T. Frary als Baron William T. Frary von Blomberg bezeichnen. Im Sommer 1934 segelte er nach Europa und besuchte seine neue Verwandtschaft in Deutschland. Die Baroness war die Cousine von Werner Eduard Fritz von Blomberg, dem deutschen Reichswehrminister, weshalb William dem deutschen Reichskanzler Adolf Hitler persönlich vorgestellt wurde.
Trotz seines zweiten Wohnsitzes in Deutschland blieb William in den USA wohnen.

### Karrierebeginn
Durch seinen Adelsstand bewegte sich Baron William T. Frary von Blomberg in den Kreisen der internationalen Diplomatie und lernte bald, seine Stellung innerhalb der Öffentlichkeit zu nutzen. Als Internationaler Sekretär der World Fellowship of Faiths für Nord- und Südamerika sprach er sich 1940 entschieden gegen die judenfeindliche Politik des Deutschen Reiches aus. Gleichzeitig forderte er, dass sich die USA aus einem Krieg in Übersee heraushalten und sich in keiner Form daran beteiligen solle.
Nach dem Zweiten Weltkrieg wandte sich Blomberg 1948 der Pfingstbewegung zu und unterstützte das 1947 gegründete International Council for Christian Leadership (ICCL), dessen Internationaler Direktor er wurde.

### Diplomatischer Dienst
Als nach der Niederschlagung Nazi-Deutschlands der Kommunismus als neue Bedrohung der freien Welt wahrgenommen wurde, machte sich Baron William T. Frary von Blomberg für ein gemeinsames geistliches Bollwerk aus Protestanten, Katholiken und Juden gegen den Kommunismus stark, um eine kommunistische Infiltrierung von Ländern zu verhindern. So unterstützte er mitunter christliche Evangelisten, die hinter dem Eisernen Vorhang tätig waren.
Er zeigte ein ausgeprägtes Engagement für im Exil lebende Staatsoberhäupter wie den albanischen König Ahmet Zogu sowie für Vertriebene und Minderheiten. Durch seine Vermittlung bewegte er den US-Präsidenten Harry S. Truman zur Aufnahme von über einer Million polnischer Flüchtlinge. Sein Einsatz für das armenische Volk brachte ihm die Freundschaft des armenisch-amerikanischen Geschäftsmanns Demos Shakarian ein, der 1951 die Full Gospel Business Men’s Fellowship International (FGBMFI) gegründet hatte. So wurde Blomberg auf dem Komitee der Christian Businessmen’s Fellowship in Jamaika zum internationalen Vizepräsidenten der American Caribbean Missions gewählt. Er trat als Gastredner auf verschiedenen Veranstaltungen der Pfingstler auf und nahm das Amt des Internationalen Direktors des World Congress of Faiths ein.
Blomberg bereiste Europa, den Nahen und Mittleren Osten, Afrika und Asien. Auf seiner Indienreise im Jahr 1954 wurde er von den Heilungsevangelisten William Branham und Ern Baxter begleitet, die er über die FGBMFI kennengelernt hatte. Auf der Route traf er sich mit dem im Exil lebenden ägyptischen König Faruq in Rom und mit dem deutschen Bundeskanzler Konrad Adenauer in Bonn. In Westdeutschland setzte sich Blomberg für deutsche Flüchtlinge aus den Ostblockstaaten ein und machte sich für die Interessen der Vertriebenen stark. Sein weltweiter Einsatz brachte ihn mit vielen führenden Persönlichkeiten in Kontakt, darunter Papst Pius XII., der spanische Diktator Francisco Franco, der britische Premierminister Clement Attlee, Prinz Umberto von Italien, König Paul I. von Griechenland, der Duke of Windsor, König Abdallah ibn Husain I. von Transjordanien, Königin Friederike von Griechenland, König Gustav VI. von Schweden, König Carol II. von Rumänien, Prinz Teymuraz Bagration von Georgien († 1992), Präsident Vincent Auriol von Frankreich, Bundeskanzler Leopold Figl von Österreich, Bundeskanzler Ludwig Erhard, der Ministerpräsident Jawaharlal Nehru von Indien, der albanische Thronprätendent Leka Zogu, der arabische Prinz Faisal ibn Abd al-Aziz, Patriarch Athinagoras von Konstantinopel († 1972), Patriarch Benediktos von Jerusalem († 1980) und der Mormonenpräsident Ezra Taft Benson.
In New Delhi wurde Baron Blomberg 1957 zum Vizepräsidenten der von Kirpal Singh gegründeten World Fellowship of Religions gewählt. Dieses Amt hatte er bis zu seinem Tod inne. Über ein Jahrzehnt später ernannte ihn der iranische Schah Mohammad Reza Pahlavi zum Vizevorsitzenden für die Vorbereitungen der 1971 stattfindenden 2500-Jahr-Feier Persiens.

## Tod
Baron William T. Frary von Blomberg starb 1983. Bis heute existiert keine Publikation über sein ereignisreiches Leben.